# Okresní soud v Českých Budějovicích
Okresní soud v Českých Budějovicích je okresní soud se sídlem v Českých Budějovicích, jehož odvolacím soudem je Krajský soud v Českých Budějovicích. Rozhoduje jako soud prvního stupně ve všech trestních a civilních věcech, ledaže jde o specializovanou agendu (nejzávažnější trestné činy, insolvenční řízení, spory ve věcech obchodních korporací, hospodářské soutěže, duševního vlastnictví apod.), která je svěřena krajskému soudu.
Hlavní budova soudu se nachází v historické budově s bezbariérovým přístupem na Lidické ulici, odloučené pracoviště (pro věci trestní a opatrovnické) se nachází na Zátkově nábřeží v budově krajského soudu.

## Soudní obvod
Obvod Okresního soudu v Českých Budějovicích se zcela neshoduje s okresem České Budějovice, patří do něj území jen těchto obcí:
Adamov •
Bečice •
Borek •
Borovany •
Borovnice •
Boršov nad Vltavou •
Bošilec •
Branišov •
Břehov •
Čakov •
Čejkovice •
České Budějovice •
Čížkrajice •
Dasný •
Dívčice •
Dobrá Voda u Českých Budějovic •
Dobšice •
Dolní Bukovsko •
Doubravice •
Doudleby •
Drahotěšice •
Dříteň •
Dubičné •
Dubné •
Dynín •
Habří •
Hartmanice •
Heřmaň •
Hlavatce •
Hlincová Hora •
Hluboká nad Vltavou •
Homole •
Horní Kněžeklady •
Horní Stropnice •
Hosín •
Hosty •
Hradce •
Hranice •
Hrdějovice •
Hůry •
Hvozdec •
Chotýčany •
Chrášťany •
Jankov •
Jílovice •
Jivno •
Kamenná •
Kamenný Újezd •
Komařice •
Kvítkovice •
Ledenice •
Libín •
Libníč •
Lipí •
Lišov •
Litvínovice •
Ločenice •
Mazelov •
Mladošovice •
Modrá Hůrka •
Mokrý Lom •
Mydlovary •
Nákří •
Nedabyle •
Neplachov •
Nová Ves •
Nové Hrady •
Olešnice •
Olešník •
Ostrolovský Újezd •
Petříkov •
Pištín •
Planá •
Plav •
Radošovice •
Roudné •
Rudolfov •
Římov •
Sedlec •
Slavče •
Srubec •
Staré Hodějovice •
Strážkovice •
Strýčice •
Střížov •
Svatý Jan nad Malší •
Ševětín •
Štěpánovice •
Temelín •
Trhové Sviny •
Týn nad Vltavou •
Úsilné •
Včelná •
Vidov •
Vitín •
Vlkov •
Vrábče •
Vráto •
Všemyslice •
Záboří •
Zahájí •
Závraty •
Zliv •
Zvíkov •
Žabovřesky •
Žár •
Žimutice